# José Antonio Álvarez Gundín
José Antonio Álvarez Gundín (Ponferrada, 15 de enero de 1956) es un periodista y sociólogo español, fue director de los Servicios Informativos de TVE de octubre de 2014 a julio de 2018. Desde agosto de 2021 dirige los informativos de Telemadrid.

## Biografía
José Antonio Álvarez Gundín, es licenciado en Periodismo por la Facultad de Ciencias de la Información de la Universidad Complutense de Madrid y diplomado en Sociología General por la Universidad Pontificia de Salamanca. 
Comenzó su trayectoria profesional a los 17 años en el diario Pueblo y posteriormente trabajó en El Ideal Gallego de La Coruña, La Provincia de Las Palmas, Ya, Cáritas, Pueblos del Tercer Mundo y Diario ABC. En este último diario se incorporó como redactor y alcanzó el cargo de subdirector, tras dirigir las secciones de Sociedad, Nacional, Tribunales, Delegaciones y Cultura. Como subdirector ha promovido, fundado y dirigido varios suplementos, entre ellos, Guía de Televisión, Salud y Guía de Madrid. Durante esta etapa dirigió también el máster de Periodismo con la Universidad Complutense. 
En 2003 fue nombrado director de Relaciones Institucionales de RTVE y en 2004 empezó a colaborar como columnista en La Razón, donde a principios de 2005 fue nombrado subdirector de Opinión y Colaboraciones.
En su trayectoria televisiva, cabe destacar que ha sido tertuliano en programas de opinión y actualidad política como Los desayunos de TVE, El debate de La 1, La noche en 24 horas, todas ellas en TVE, Km0 en Telemadrid, y Al rojo vivo y La Sexta columna en LaSexta. En cuanto a participaciones radiofónicas, ha colaborado en el espacio Hora 25 de la Cadena Ser. 
El 29 de octubre de 2014 es nombrado Director de los Servicios Informativos de TVE, por el nuevo consejo de administración de RTVE presidido por José Antonio Sánchez Domínguez en sustitución de Julio Somoano.
En julio de 2018, fue relevado como director de los informativos de RTVE por la periodista Begoña Alegría, tras el nombramiento de Rosa María Mateo como administradora provisional única de RTVE.
El 6 de agosto de 2021 fue nombrado director de informativos de Telemadrid. 
Ha formado o forma parte de los jurados de distintos premios nacionales e internacionales como el Príncipe de Asturias de Comunicación y Humanidades, los premios de la Fundación Gabarrón, Premio Internacional Alfaguara de Novela, Club de la Escritura y Villa de Madrid.